# Orphe
Orphe is een geslacht van vlinders van de familie dikkopjes (Hesperiidae), uit de onderfamilie Hesperiinae.

## Soorten
- O. gerasa (Hewitson, 1867)
- O. vatinius Godman, 1901